# Lubošická kultura
Lubošická kultura (Luboszycká kultura) je archeologická kultura doby římské existující od 2. do 5. století ve východním Německu spojovaná s historickým kmenem Burgundů. Její jméno je odvozeno od polské vesnice Luboszyce v Lubušském vojvodství. Byla blízká kultuře převorské a wielbarské v dnešním Polsku.
Její příslušníci se živili především dobytkářstvím, doplňovaným orbou a v menší míře lovem. Kromě obilí se pěstoval také len, hrách a boby. Těžili bahenní železnou rudu, pálili vápno, tkali látky a vyráběli keramiku bez hrnčířského kruhu. Obývali dvorce tvořené dlouhými dřevěnými domy, zahloubenými dílnami a hospodářskými stavbami. Nálezy luxusních předmětů a mincí dokazují styk s Římskou říší.
Hroby této kultury byly ploché, výjimečně ve formě mohyl. Typickou součástí mužské pohřební výbavy byly zbraně a osobní potřeby, ženské výbavy šperky, přesleny a malé truhličky.